# Samuel Meza Briones
Samuel Meza Briones (Estelí, 2 de junio de 1867 - Matagalpa, 2 de junio de 1930) fue un abogado y poeta prominente de la ciudad de Estelí, considerado como el Poeta Mayor de Estelí.

## Biografía
Nació en Estelí, el 2 de junio de 1867, hijo de don Tibircio Meza y doña Ramona Briones. Sus primeras letras las cursó en Estelí, se bachilleró y graduó de abogado en la ciudad de León. Ejerció su carrera de abogado en la ciudad de Managua, rechazó el cargo de Magistrado de la Corte Suprema de Justicia por trasladarse hasta Bluefields como secretario del Gobernador e Intendente General Aurelio Estrada, durante su estadía en la Costa Caribe escribió una historia sobre Mosquitia. 
Fue diputado al Congreso de la República, en 1906, se desempeñó como Inspector de Instrucción Pública del departamento de Matagalpa.  En esta misma ciudad fue auditor de la guerra (1910), defendiendo el derecho y la educación de las comunidades indígenas de Nicaragua. Lucho por la creación de la Diócesis de Matagalpa. Viajó a Panamá (1920). Fue Magistrado de la Corte de Apelaciones del Septentrión. 
En la ciudad de León fundó la cuarta Revista Literaria de Nicaragua. 

### Homenaje póstumo
El alcalde de la ciudad de Matagalpa don Arturo Cerna colocó un busto en su memoria en el Parque Central. La Biblioteca Municipal de Estelí lleva su nombre como tributo a su memoria y su labor como poeta insigne de la ciudad.

## Obras publicadas
- Poesías. (1947) Publicación póstuma.
- Historia de la Mosquitia. (1991) se publicó con el título de “Costa Atlántica Nicaragüense (1899-1901).

## Fallecimiento
Falleció en Matagalpa, el 2 de junio de 1930 a los 63 años de edad.